# Berührungslose Handhabung mit Ultraschall
Die berührungslose Handhabung mit Ultraschall (auch Ultraschalllevitation) dient dazu, Gegenstände zum kontrollierten Schweben zu bringen. Dabei werden verschiedene Effekte des Ultraschall genutzt, um die Handhabung von Gegenständen – zum Speichern, Sichern und Bewegen – zu verbessern. Als Frequenz wird der untere Ultraschallbereich zwischen 20 und 100 kHz verwendet. Für die folgenden Effekte ist essentiell, dass ein Gas (Luft) als Medium verwendet wird, da jeweils die kompressiblen Eigenschaften des Gases eine wichtige Rolle spielen. Sobald Flüssigkeit im Spiel ist, wird die Energie im System umgewandelt und es kommt zu Effekten der Ultraschallreinigung.

## Die Effekte im Einzelnen

### Stehwelleneffekt im Ultraschallfeld
Der meist kreisförmigen Ultraschallquelle steht ein Reflektor in einem Abstand des ganzzahligen Vielfachen der halben Wellenlänge gegenüber. Hierdurch wird die ausgesandte Schallwelle auf sich selbst reflektiert, und es entstehen stehende Wellen der Schallschnelle und der Druckänderung, wobei die Knoten der Schallschnelle die Bäuche der Druckänderung sind. In die Knoten der Schallschnelle kann man nun kleine Gegenstände „einhängen“. Durch die strömungsmechanischen Effekte der hochfrequenten Luftbewegung kehren die Gegenstände immer wieder in das Zentrum des Knotens zurück.
Zum ersten Mal technisch genutzt wurde dieser Effekt von ESA und NASA zur Untersuchung von Kristallbildung in der Mikrogravitation. Durch das berührungslose Fixieren der Metallkügelchen und das Schmelzen in einem Schutzgas konnte der Einfluss von Gefäßwänden eliminiert werden, wodurch eine ungehinderte Kristallisation und Erstarrung der Materialien untersucht werden konnte.
Bis heute wird der Stehwelleneffekt unter der Bezeichnung akustische Levitation bzw. containerless processing für Reaktionsbeobachtungen in der Chemie, Mikro- und Spurenanalytik, Verdampfungs- und Kondensationsprozesse sowie diverse andere Messmethoden wie z. B. die Spektroskopie verwendet.

### Nahfeldeffekt im Ultraschallfeld – Ultraschallluftlager
Der sogenannte Nahfeldeffekt im Ultraschallfeld bezeichnet einen Effekt, bei dem ein Gegenstand sehr nahe an eine Ultraschallquelle gebracht wird. Dabei entsteht ein ähnlicher Effekt wie in einem fluiddynamischen Lager, das Gas wird im Spalt komprimiert. Das entstehende Ultraschallluftlager hat in etwa dieselben Eigenschaften wie ein „Standardluftlager“, also eine stark progressive Kraft-Weg-Kurve. Da aber eine hohe Amplitude (2–15 µm) des Schwingungserzeugers notwendig ist, kann der Spalt nicht sehr klein werden, die Systeme werden daher meist in 50–500 µm Abstand betrieben. Dadurch sinken die erzielbaren Drücke/Kräfte.
Der Nahfeldeffekt wurde bereits von Physikern Anfang des 20. Jahrhunderts entdeckt, aber nie technisch genutzt. Beim Ultraschallschweißen galt er sogar als Störeffekt, da er die Annäherung an das zu schweißende Bauteil erschwert.
1998 und 1999 wurde am Autonomous Systems Lab (ASL) der EPFL und am Institut für Werkzeugmaschinen und Betriebswissenschaften (iwb) der TU München begonnen, diesen Effekt zum berührungslosen Transport von Halbleiterwafern zu erforschen. Es sind dabei robotergestützte Greifer, Linearbahnen und Ablagetische erfolgreich untersucht worden. Durch Kombination des Nahfeldeffekts mit Vakuum ist es möglich, Bauteile auch von oben zu greifen. Dies wurde für kleine Bauteile aus der Mikrosystemtechnik wie auch für Wafer mit 300 mm Durchmesser realisiert. Es stellte sich schnell heraus, dass dieser neue Effekt es ermöglichte, ohne Entstehung von Kratzern und Partikeln diese empfindlichen Bauteile zu handhaben und gleichzeitig den Hauptnachteil anderer berührungsfreier Prinzipien wie Bernoulligreifer oder Luftlager zu vermeiden, nämlich das Einbringen zusätzlicher verunreinigender Partikel in die Reinraumluft durch die notwendige Blasluft sowie die teure Luftaufbereitung.
Im Jahre 2006 gründete sich aus dem Team des iwb die Firma Zimmermann und Schilp Handhabungstechnik GmbH – mittlerweile ZS-Handling GmbH, die seitdem diese Systeme vermarktet. Durch kontinuierliche Entwicklungsarbeit sowohl am iwb als auch in der neuen Firma ist es nun möglich, Gegenstände mit wenigen Millimetern Kantenlänge über Halbleiterwafer und Solarzellen bis hin zu 2,5 Meter großen Glasscheiben schweben zu lassen und damit zu transportieren, zu lagern und zu greifen.

### Stehwelleneffekt mit dem Bauteil als Reflektor
Eine Synthese der vorigen Effekte ist der Stehwelleneffekt mit dem Bauteil als Reflektor. Dieser Effekt ist weit schwächer als der Nahfeldeffekt und wirkt nur in den oben bereits beschriebenen Reflektorabständen. Die Kraft, die die reflektierte Welle auf den Reflektor ausübt, wird hier verwendet, um das Bauteil zu tragen.
In der Praxis funktioniert das nur zufriedenstellend mit sehr leichten Bauteilen, die gedämpft werden oder sich selbst dämpfen, da kleinste Unstetigkeiten im System (Wind o. ä.) die per se ungedämpfte Schwingung aufschaukeln lassen und der Effekt zusammenbricht.